# Grazhdanskaya Oborona
Grazhdanskaya Oborona (en ruso: Гражданская оборона ,[ɡrɐʐˈdanskəjə ɐbɐˈronə] ), ruso para defensa civil, o ГО, a menudo denominado ГрОб, (ruso para ataúd) fue una banda de rock soviética y rusa formada por Yegor Letov y Konstantin Ryabinov en Omsk, URSS, en 1984. Fueron una de las primeras bandas soviéticas y rusas de punk rock. Influyeron en muchas bandas soviéticas y, posteriormente, rusas. Desde principios de la década de 1990, la música de la banda comenzó a evolucionar hacia el rock psicodélico y el shoegaze, y las letras del líder de la banda, Yegor Letov, se volvieron más metafísicas que políticas.

## Historia

### Formación y primeros años
En 1982, el poeta y músico de 18 años Yegor Letov formó la banda Posev (llamada así por la revista oficial NTS) con su amigo Konstantin "Kuzya UO" Ryabinov. En noviembre de 1984, Posev se convirtió en Grazhdanskaya Oborona. La banda se estaba preparando para grabar un álbum, pero su postura desafiantemente antiautoritaria y sus letras abiertamente políticas los convirtieron en un blanco fácil para la KGB. "La madre de nuestro [segundo guitarrista] Babenko, era una especie de funcionaria del partido, escuchó nuestros discos y fue a la KGB y dijo: 'Camaradas, mi hijo está involucrado en una organización antisoviética'", recordó Letov. En diciembre de 1985, Letov fue internado en un manicomio y Ryabinov fue reclutado por la fuerza en el ejército a pesar de tener una afección cardíaca. Letov salió del manicomio en marzo de 1986, gracias a las conexiones de su hermano mayor e inmediatamente comenzó a escribir y grabar música. A menudo grababa solo porque sus antiguos compañeros juraron a la KGB nunca juntarse con Yegor, aunque Yegor acreditó a otros músicos, sus colaboradores usaron seudónimos, ya que Letov permaneció al margen del sistema soviético. En 1986–87 grabó varios álbumes en casetes, tocando todos los instrumentos él mismo, y los lanzó a través de magnitizdat bajo el nombre de Grazhdanskaya Oborona. Era lo-fi, sencillo garage punk rock / post-punk con ligeras influencias del reggae y letras exquisitas e irracionales, inspiradas principalmente en la poesía futurista rusa.

### 1987-1990
En 1987, Letov fue invitado a actuar en el festival de rock de Novosibirsk. "Ni siquiera íbamos a jugar", dijo Letov, "pero Zvuki Mu no vino y Murzin sugirió que jugáramos". Después de todo, tocó un set con sus amigos Oleg y Evgeny Lischenko (de la banda local Pik Klakson) bajo el nombre deliberadamente provocativo Адольф Гитлер (Adolf Hitler), que sería lanzado en un CD en 2016. Cuando Letov regresó a Omsk, se enteró de que las autoridades lo iban a internar nuevamente en el manicomio. Inmediatamente abandonó la ciudad con una nueva conocida del Fesitval en Novosibirsk, la también compositora siberiana Yanka Dyagileva, y pasó todo el año escondido, haciendo paradas por todo el país hasta que se detuvo el procesamiento en diciembre de 1987 con la influencia del hermano mayor de Yegor, Sergey Letov
En enero de 1988, Letov regresó a casa y grabó tres álbumes más (también lanzados bajo el nombre de Grazhdanskaya Oborona) en el "estudio" de su casa, conocido como "GrOb Records". En el mismo año, la banda se reunió con nuevos intregantes comenzó a realizar giras por la URSS.
En 1989, Grazhdanskaya Oborona lanzó cuatro álbumes con influencias de noise rock / industrial (Война (Guerra), Армагеддон-Попс (Armagedón-Pops), Здорово и вечно (Saludable y eterno)  y Русское поле экспериментов (Los Campos de Experimentos Rusos), a menudo considerados los mejores (Campos de Experimentos Rusos siendo el favorito de Yegor). Las letras de Letov se volvieron más oscuras y elaboradas, inspiradas en la filosofía y la literatura existencialistas (en particular, el escritor protoexistencialista soviético Andrei Platonov). Algunas canciones (ej. "Насекомые" ( Insectos) de Армагеддон-Попс, "Заговор" (Hechizo) de Здорово и вечно ) también muestran su interés por el folclore shamanista siberiano y las creencias precristianas. En el mismo año, Letov, Kuzya y Oleg "Manager" Sudakov comenzaron un proyecto paralelo conceptual, similar a Sots Art, Коммунизм (Comunismo), donde combinaron el arte soviético kitsch y la poesía estalinista con la experimentación con ruido. GrOb también colaboró con Yanka Dyagileva, quien grabó con ellos dos álbumes (Ангедония (Anhedonia) y Домой! (Casa!), ambos lanzados en 1989).
1990-1993
En 1990, Grazhdanskaya Oborona se separó después de tocar en su último concierto en Tallin: Letov dijo que temía que se convirtieran en un "proyecto comercial de pseudo-contracultura" y decidió hacer una pausa en la banda. Después de eso, comenzó el proyecto de rock psicodélico Egor i Opizdenevshie (Yegor y Los Jodidos) con Kuzya e Igor Zhevtun. Grabaron y lanzaron dos álbumes, Прыг-Скок (Pryg-Skok, Hop-Hop, Salta-Lúpulo) y Сто лет одиночества (Sto Let Odinochestva, Cien años de soledad) (una compilación de tomas descartadas, Психоделия Tomorrow (Psicodélica Mañana) lanzada en 2001). En 1990, Letov clasificó a Русское поле экспериментов y Прыг-Скок como sus mejores obras.

### 1993-1997
En 1993, Grazhdanskaya Oborona se reformó y comenzó a tocar en vivo nuevamente, pero no se lanzó ningún material nuevo hasta 1997. En 1996, toda su discografía fue remasterizada y se le dio un casete oficial por primera vez en el incipiente sello XOP, que era un subsello de Moroz Records que se usaba para lanzar material relacionado con Letov. En 1995, el solemne Solntsevorot (en ruso: Солнцеворот, lit. 'Solstice' ' Solsticio ') fue grabado, seguido por Nevynosimaya lyogkost bytiya (en ruso: Невыносимая легкость бытия, lit. 'The Unbearable Lightness of Being' ' La insoportable levedad del ser ') en 1996. Ambos álbumes fueron lanzados en 1997.
Como la figura más destacada del rock siberiano, Letov fue a menudo una fuente de contradicción. En 1993, se convirtió en uno de los fundadores del Partido Nacional Bolchevique, el partido siendo nacionalista e izquierdista, a pesar de su fuerte oposición al despotismo y al nacionalismo. Dejó el contacto con el partido hacia 1999 y se distanció de la política. En una entrevista de 2007 con Rolling Stone Rusia, Letov declaró: "De hecho, siempre he sido anarquista, y lo sigo siendo. Pero ahora estoy más interesado en los aspectos ecológicos del anarquismo contemporáneo, eco-anarquismo, hacia eso me he estado moviendo recientemente".
En 1999, después de su primera gira por los Estados Unidos, Kuzya dejó la banda por circunstancias personales. El 28 de diciembre del mismo año, el guitarrista del grupo, Evgeny "Makhno" Pyanov, murió al caer desde la ventana de su apartamento después de una larga noche de beber. Tenía 29 años. Letov reclutó a un nuevo guitarrista (Alexander Chesnakov) e invitó a su esposa Natalia Chumakova, a quien había conocido el año anterior, a tocar el bajo.

### 2000-2008

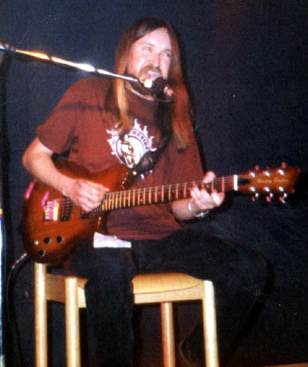
Yegor Letov en vivo en el escenario durante su concierto semi-acústico en "Luise Cultfactory" en Nürnberg (Núremberg), Alemania (4 de noviembre de 2000)

En 2002, Letov produjo Zvezdopad (en ruso: Звездопад, lit. 'Starfall' ' Lluvia de estrellas ' ), un álbum de covers de canciones de la era soviética. En la década de 2000, muchos grupos rusos grabaron y realizaron tributos a GrOb, y en 2005, el grupo realizó una segunda gira por los Estados Unidos. En 2004-05, el grupo lanzó el par de álbumes aclamados por la crítica Dolgaya Schastlivaya Zhizn' (en ruso: Долгая Счастливая Жизнь, lit. 'Long and Happy Life' ' Vida larga y feliz ') (2004) y Reanimatsiya (en ruso: Реанимация, lit. 'Resuscitation' ' Reanimación ') (2005).
El 8 de febrero de 2004, en un concierto de GrOb en el Palacio de la Cultura de los Urales en Ekaterimburgo, un skinhead de 19 años mató a golpes a un fan no-eslavo de 23 años. Al día siguiente, Letov publicó una nota en el sitio web oficial de GrOb, "Declaración oficial de E. Letov y GrOb con respecto a los eventos en Ekaterimburgo", afirmando que la banda era "patriotas, pero no nazis", desautorizando a cualquier neonazi que afirmara ser ser fanáticos del grupo, relacionando el neonazismo con el comunismo con el que creció la banda y diciéndoles a "totalitarios de izquierda y derecha y de todos los colores y rayas" que "se vayan a la mierda", diciendo "Les pedimos amablemente que ya no se asocien tu apeste con nuestras actividades".
El último álbum de Letov, Zachem Snyatsya Sny? (en ruso: Зачем снятся сны?, lit. 'Why do we dream?' ' Para qué soñamos? ') fue lanzado en 2007. En una entrevista en enero de 2008, Letov dijo que este álbum podría ser el último. Este álbum se grabó como de costumbre en el "estudio Grob", pero no es típico de la producción anterior de la banda. Es mucho más reluciente: Letov lo describió como "reluciente". Hay menos canciones con temas de tragedia, rabia y confusión en este álbum que en los anteriores; no contiene palabras vulgares y la voz de Letov suena natural y tranquila.
Letov murió el 19 de febrero de 2008 mientras soñaba en su casa de Omsk por insuficiencia cardíaca y respiratoria. Tenía 43 años.

### 2019-2020
En 2019, el grupo se reformó y anunció una gira para celebrar su 35 aniversario, con Letov reemplazado por varios colaboradores, como Igor Zhevtun (que sustituyó a Letov en algunas canciones de Instrucciones de Suprevivencia  debido a que Letov había perdido la voz), Oleg Sudakov (quien dirigió Kommunizm) y Ryabinov.
El concierto final de la gira tuvo lugar el 23 de febrero de 2020 en el club Glastonberry de Moscú. Esta también resultó ser la última aparición pública de Ryabinov: murió de un derrame cerebral varias semanas después, el 16 de marzo, a los 55 años.

## Estilo musical
Si bien su trabajo previo (1984-1988) puede describirse como punk rock / post-punk minimalista lo-fi con un sonido de garaje sucio (aunque también hubo una cantidad significativa de canciones de reggae en los álbumes de 1987/88), a fines de la década de 1980 el sonido de la banda se inclinó hacia el noise rock y el industrial,  ocasionalmente inspirándose en melodías folklóricas rusas. En la década de 1990, la música de GrOb se volvió más brillante, incorporando shoegaze y elementos de rock psicodélico, y algunos álbumes más nuevos de GrOb incluso pueden clasificarse como art rock (por ejemplo, Zvezdopad ).
Letov era un gran fanático del garaje y el rock psicodélico de los años 60 y nombró a Love de Arthur Lee como su banda favorita, junto con The Seeds, The Monks y otros. Otros favoritos incluyen Butthole Surfers, The Residents, Sonic Youth, Dead Kennedys, artistas de CBGB como Ramones and Television y Psychic TV. En una entrevista por internet de febrero de 2007, dijo que a finales de los 80 "escuchaba solo ruido e industrial, bandas como Einstürzende Neubauten, Test Dept., Throbbing Gristle, SPK, Young Gods ", y agregó: "Ahora todavía me gusta y ' respeto' esa música y la escucho de vez en cuando, pero no tan a menudo".  Cuando se le preguntó acerca de las bandas "más nuevas" que le gustaban, mencionó las bandas psicodélicas japonesas Acid Mothers Temple, Mainliner y Green Milk from the Planet Orange, el conjunto de cabaret feminista suizo Les Reines prochaines, la banda experimental argentina Buscando a Reynols y la banda neo- garaje. Abrigo de malvavisco. Se refirió a Mark E. Smith (de The Fall), Bob Dylan, Arthur Lee y Patti Smith como sus letristas de rock favoritos.

## Miembros

### Miembros 2019-2020
- Igor "Jeff" Zhevtun - voz, guitarra, bajo (1988–1989, 1989–1990, 1993–2000, 2004–2005, 2019–2020)
- Konstantin "Kuzya UO" Ryabinov : bajo, guitarra, teclados, percusión, voz, coros, efectos de ruido (1984–1985, 1988, 1989–1990, 1993–1999, 2019–2020)
- Alexander "Fantasma de la ópera" Andryushkin - percusión (1994, 1997-2005, 2019-2020)
- Alexander Chesnakov - guitarra, teclados (2000-2008, 2019-2020)
- Sergey Letov - saxofón (2000-2004, 2019-2020)

### Miembros pasados
- Yegor Letov - voz, guitarra, bajo, batería, percusión, efectos de ruido (1984-2008)
- Natalia Chumakova - bajo, teclados (1997-2008)
- Pavel Peretolchin - percusión (2005-2008)
- Andrey "Boss" Babenko - guitarra (1984-1985)
- Valery "Val" Rozhkov - flauta (1986)
- Oleg "Baby" Lischenko - guitarra, voz (1987)
- Evgeny "Eugene" Lischenko - bajo, voz (1987)
- Igor "Jeff" Zhevtun - guitarra, bajo, voz (1988–1989, 1989–1990, 1993–2000, 2004–2005)
- Arkady Klimkin - percusión (1988-1990)
- Oleg "Manager" Sudakov - voz, coros (1988; también uno de los miembros fundadores de Kommunizm)
- Yanka Dyagileva - coros (1988, 1989, 1990)
- Dmitry Selivanov - guitarra (1988)
- Evgeny "John Double" Deev - bajo (1988)
- Igor Starovatov - bajo (1988)
- Sergey Zelensky - bajo (1989)
- Alexander "Ivanych" Rozhkov - flauta (1993)
- Arkady Kuznetsov - bajo (1994)
- Evgeny "Makhno" Pyanov - bajo, guitarra (1995-1999)
- Anna Volkova - bajo, teclados, violín eléctrico, coros (1995-1997)
- Evgeny "Jackson" Kokorin - guitarra (1997)

## Discografía
| Fecha de lanzamiento | Título                                                     | Traducción                        |
| 1985                 | Поганая молодёжь (Poganaya molodyozh')                     | Juventud Asquerosa                |
| 1987                 | Оптимизм (Optimización)                                    | Optimismo                         |
| 1987                 | Мышеловка (Myshelovka)                                     | Ratonera                          |
| 1987                 | Хорошо! ! (¡Khorosho! !)                                   | ¡Que bueno!                       |
| 1987                 | Тоталитаризм (Totalitarizm)                                | Totalitarismo                     |
| 1987                 | Некрофилия (Nekrofilia)                                    | Necrofilia                        |
| 1987                 | Красный альбом (Krasnyy al'bom)                            | Álbum rojo                        |
| 1988                 | Всё идёт по плану (Vsyo idyot po planu)                    | Todo está yendo acorde el plan    |
| 1988                 | Так закалялась сталь (Tak zakalyalas' stal)                | Así fue que el acero fue templado |
| 1988                 | Боевой стимул (estímulo de Boyevoy)                        | Estímulo de batalla               |
| 1989                 | Тошнота (Toshnota)                                         | Náusea                            |
| 1989                 | Песни радости и счастья (Pesni radosti i schast'ya)        | Canciones de Alegría y Felicidad  |
| 1989                 | Здорово и вечно (Zdorovo i vechno)                         | Asombrosamente y eternamente      |
| 1989                 | Армагеддон-Попс (Armageddon-pops)                          | Armageddon-Pops                   |
| 1989                 | Война (Voyna)                                              | Guerra                            |
| 1989                 | Русское поле экспериментов (Russkoe pole eksperimentov)    | Campo de experimentos ruso        |
| 1990                 | Инструкция по выживанию (Instruktsiya po vyzhivaniyu)      | Instrucciones de suprevivencia    |
| 1995                 | Солнцеворот (Solntsevorot)                                 | Solsticio                         |
| 1996                 | Невыносимая лёгкость бытия (Nevynosimaya lyogkost' bytiya) | La insoportable levedad del ser   |
| 2001                 | Звездопад (Zvezdopad)                                      | Lluvia de estrellas               |
| 2004                 | Долгая счастливая жизнь (Dolgaya schastlivaya zhizn')      | Una larga vida feliz              |
| 2005                 | Реанимация (Reanimatsiya)                                  | Reanimacion                       |
| 2007                 | Зачем снятся сны? (Zachem snyatsya sny?)                   | ¿Para que soñamos?                |

## Película
- No creo en la anarquía, Documental, RUS/CH 2015, Dir.: Anna Tsyrlina, Natalya Chumakova